# Economía de Timor Oriental
La economía en Timor Oriental, que generalmente está considerada la nación más pobre del mundo, en la actualidad enfrenta una serie de problemas en su intento de reconstrucción después de la devastación sufrida por el país al buscar su independencia. La disminución de la ayuda internacional condujo a una reducción del producto interno bruto (PIB) durante el período 2002-2004.
Mucho del modestamente productivo sector agrícola, originalmente basado en cultivos de subsistencia, fue convertido bajo supervisión internacional en cosechas para exportación. Este proyecto fracasó finalmente, principalmente debido a los bajos precios internacionales de las cosechas seleccionadas para exportación como el café, que estaba en su punto más bajo en veinte años. Esto, unido a la falta de las antiguas cosechas de subsistencia provocó que Timor Oriental comenzara el 2005 con una seria escasez de alimentos. El 70% de la población ha padecido hambre en diferentes grados, y se han registrado al menos 58 casos de inanición. Paralelo a esta reducción del PIB, hubo un aumento en los precios al consumidor de 4 a 5% en los años 2003-2004. Se estima que hasta el 50% de la población está desempleada.
Hay esperanzas puestas en el futuro desarrollo de reservas de petróleo marítimas que actualmente proveen al gobierno con más de 40 millones de dólares anuales en ganancias, y en la exportación de productos agrícolas. Se espera que el PIB crezca en un 3% en el 2005.